# Kwartynus
Kwartynus (Titus Quartinus) – uzurpator za panowania Maksymina Traka. 
Były konsul Kwartynus ogłoszony został cesarzem podczas wojny z Germanami przez łuczników z Osroeny, choć osobiście się temu przeciwstawiał. W relacji Herodiana natychmiast jednak został zamordowany przez jednego ze współtowarzyszy – Macedoniusza, który zamiast spodziewanej nagrody otrzymał od cesarza wyrok śmierci za udział w buncie oraz zdradę swego przełożonego i przyjaciela. Według innych źródeł, wymieniany jako Tytus, usunięty przez Maksymina były wojskowy (trybun łuczników), miał sprawować uzurpowaną władzę cesarską przez pół roku.